# Geiersberg (Warmensteinach)
Geiersberg (auch Vordergeiersberg genannt) ist ein Gemeindeteil der Gemeinde Warmensteinach  im Landkreis Bayreuth (Oberfranken, Bayern). Geiersberg liegt in der Gemarkung Oberwarmensteinach.

## Geografie
Das Dorf Geyersberg bildet mit Hinterer Geiersberg im Norden, Fleckl im Nordosten und Stechenberg im Osten eine geschlossene Siedlung, die auf dem Fichtelgebirge in einer Rodungsinsel liegt.

## Geschichte

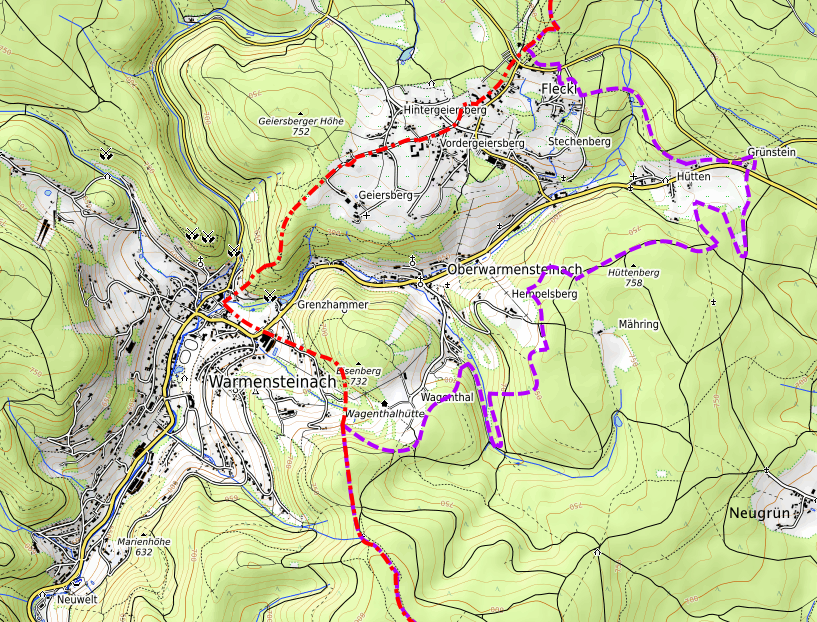
Die Grenze zwischen dem Fürstentum Bayreuth und dem Kurfürstentum Bayern verlief zwischen Hintergeiersberg und Vordergeiersberg

Die Siedlung wurde im Jahr 1410 erstmals schriftlich erwähnt.
Mit dem Gemeindeedikt wurde Geiersberg dem 1808 gebildeten Steuerdistrikt Oberwarmensteinach und der 1818 gebildeten Ruralgemeinde Oberwarmensteinach zugewiesen. Am 1. Mai 1978 wurde Geiersberg in die Gemeinde Warmensteinach eingegliedert.

### Einwohnerentwicklung
| Jahr      | 001818 | 001824 | 001861 | 001871 | 001885 | 001900 | 001925 | 001950 | 001961 | 001970 | 001987 |
| Einwohner | 63     | 138    | 71     | 73     | 69     | 111    | 108    | 128    | 99     | 111    | 110    |
| Häuser    |        | 6      |        |        | 7      | 11     | 13     | 18     | 23     |        | 43     |
| Quelle    | [ 10 ] | [ 7 ]  | [ 11 ] | [ 12 ] | [ 13 ] | [ 14 ] | [ 15 ] | [ 16 ] | [ 17 ] | [ 18 ] | [ 1 ]  |

## Religion
Geiersberg ist römisch-katholisch geprägt und war ursprünglich nach Mariä Verkündigung (Fichtelberg) gepfarrt. Seit Mitte des 20. Jahrhunderts ist die Pfarrei St. Laurentius (Oberwarmensteinach) zuständig.